# Portus Trucculensis

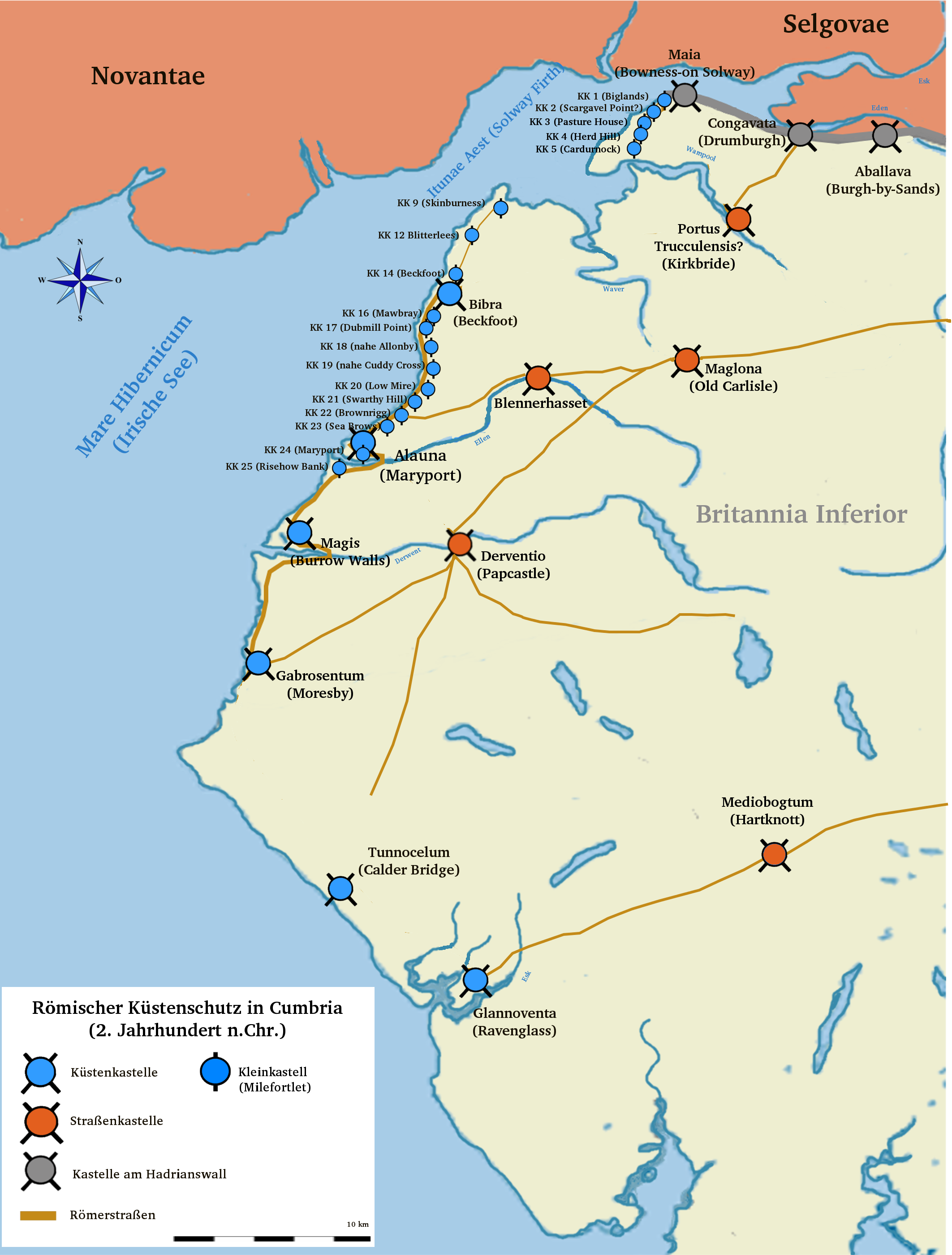

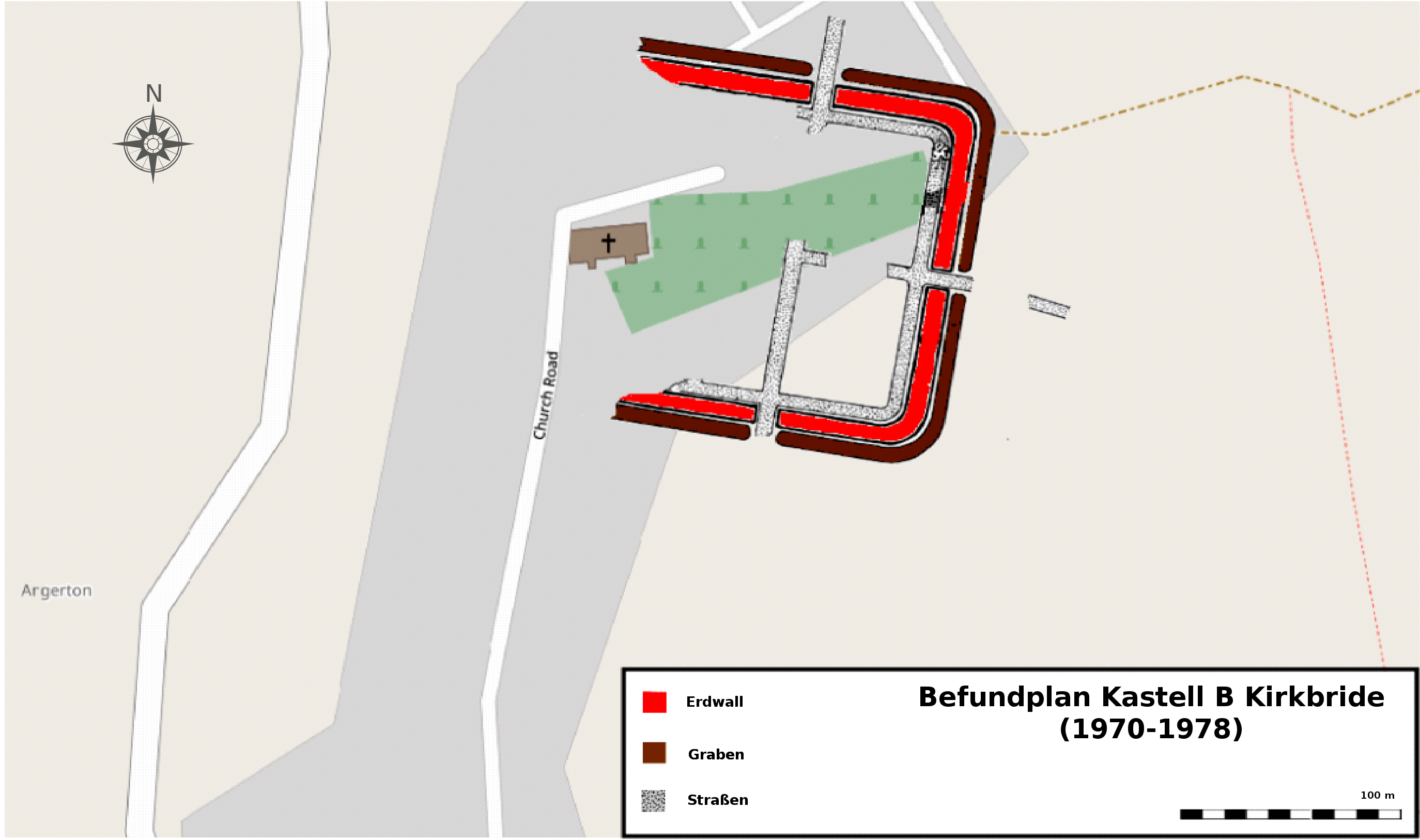
Befundplan Kastell B

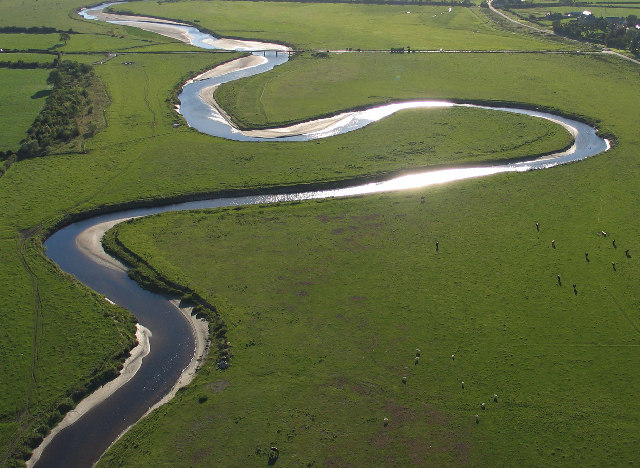
Luftaufnahme des Wampool

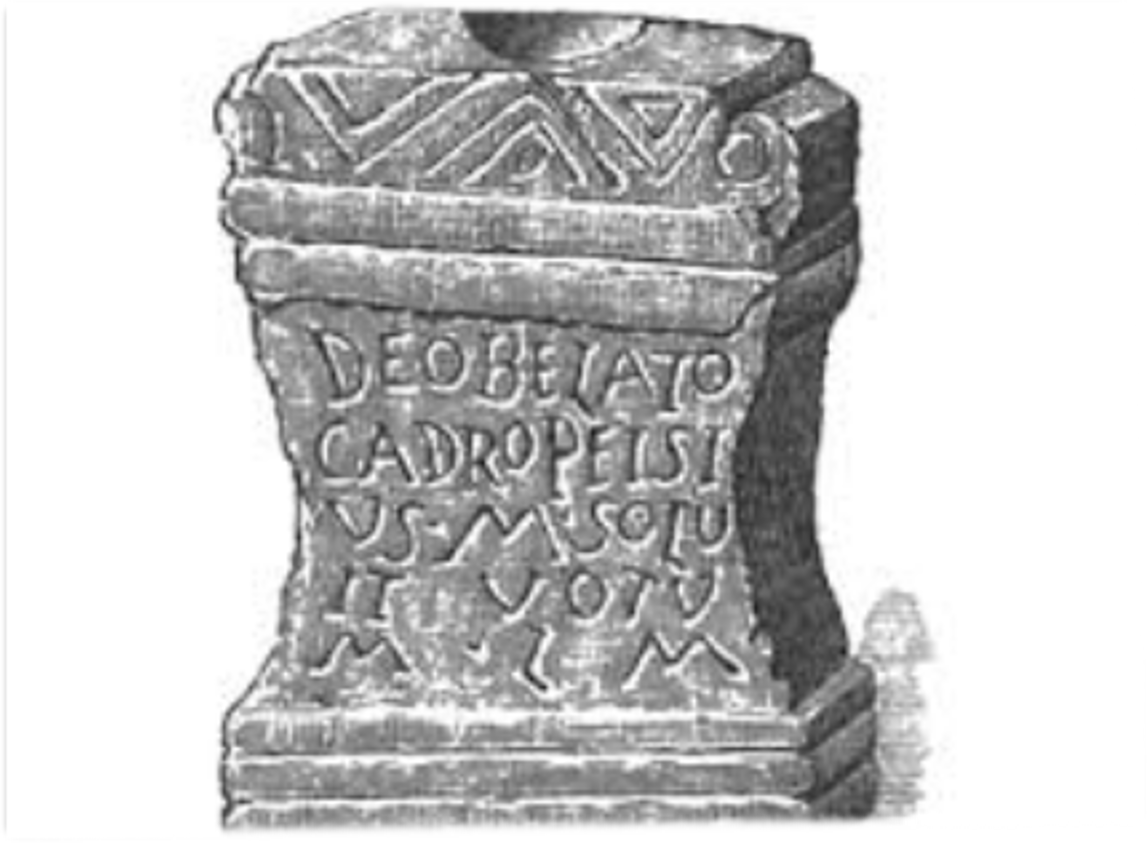
Altar des Belatocairus

Der römische Hafen Portus Trucculensis befand sich vermutlich in der Ortschaft (Parish) Kirkbride in der Unitary Authority Cumberland im Nordwesten Englands.
Das in Kirkbride archäologisch nachgewiesene, mehrphasige Kastell wurde im späten 1. Jahrhundert erbaut, wieder aufgegeben, im frühen 2. Jahrhundert renoviert und erneut besetzt. Es wird angenommen, dass es einen Hafen sicherte, der als Versorgungsbasis für den westlichen Teil des Hadrianswalls diente. Das Holz-Erde-Lager wurde aber anscheinend – wie die Mehrzahl der Kastelle im Umfeld des Hadrianswalls – nie in Stein umgebaut. Das Bodendenkmal umfasst das Kastell, die dem Lager angeschlossene Zivilsiedlung und eine Römerstraße, die vom Osttor des Kastells ausgeht. Von ihnen sind heute keine Überreste mehr zu sehen. Luftaufnahmen, kleinere Ausgrabungen und geophysikalische Untersuchungen haben gezeigt, dass die Fundamente der römischen Bauten noch relativ gut erhalten sind.

## Name
Ob das Kastell diesen Namen trug, ist – mangels vor Ort aufgefundener antiker Schriftquellen – bis heute umstritten, da die tatsächliche Lage von Portus Trucculensis unklar ist. Es ist möglich, dass dieser Ort in Wahrheit mit dem von Tacitus in der Lebensgeschichte seines Schwiegervaters Agricola (De vita Iulii Agricolae) erwähnten Trucculensis Portus (dort (38) im Akkusativ Trucculensem portum) identisch ist. Dieser soll jedoch an der Ostküste Britanniens gelegen haben. Dorthin lief Agricolas Flotte im Zuge der Umschiffung der britischen Insel ein, um an diesem Platz zu überwintern. Er könnte sich demnach aber auch im
- nördlichen Schottland (Sandwood Loch), am
- Firth of Forth (Cramond) oder am
- Firth of Tay (Carpow) befunden haben.

Höchst unwahrscheinlich erscheint hingegen ein Zusammenhang mit der Hafenstadt Rutupiae (Richborough) am Ärmelkanal. Emil Hübner wollte den Ort auch in dem – verstümmelten – Eintrag Ugrulentum der Kosmographie des Geografen von Ravenna erkannt haben.
Der Name könnte sich vom lateinischen trucculum ableiten, was „rau, stürmisch“ bedeutet. In Frage käme auch eine keltische Wurzel, Truccu, könnte von Turk oder Twrch (= Eber) abstammen. Rivet/Smith schlagen vor, dass der Hafen an der Mündung eines Flusses, Trucculus oder Truculus, lag. Ogilvie/Richmond bieten einen noch spekulativeren Vorschlag an. Demnach basiert der Ortsname auf dem lateinischen tructa bzw. einem Flussnamen, Trucula (= kleine Forelle).

## Lage
Kirkbride liegt südlich von Bowness-on-Solway, direkt am Mündungstrichter des Wampool (sog. Moricambe-Watt) und verfügte damit über einen von den Gezeiten gut geschützten natürlichen Hafen. Das Kastell stand auf einem flachen, aber das Umland beherrschenden Hügel mit Blick auf den Wampool und auf den tief nach NO eingeschnittenen Moricambe-Fjord. Von dort aus führten Straßen nach:
- Luguvalium (Carlisle), zu den Wallkastellen
- Maia (Bowness-on-Solway),
- Congavata (Drumburgh),
- Aballava (Burgh-by-Sands) im Norden, und an die Westküste zum Kastell von
- Bibra (Beckfoot).

Es wird weiter vermutet, dass Kirkbride der westliche Endpunkt der Stanegatestraße war. Auf dem Kastellgelände befinden sich heute die mittelalterliche St. Bridget’s Kirche, das Pfarrhaus und die Gebäude der Banks House Farm, die den südwestlichen Teil seines Areals besetzen. Sie alle stehen 370 Meter südöstlich der Whitrigg Bridge, die den Wampool überspannt. Im späten 2. Jahrhundert gehörte die Westküste von Cumbria zur Provinz Britannia inferior, ab dem 4. Jahrhundert zur Provinz Britannia secunda.

## Forschungsgeschichte und Fundspektrum
Rund um Kirkbride wurden immer wieder römische Fundstücke geborgen, die bis ins frühe 2. Jahrhundert datiert werden konnten. Aufgrund dessen vermuteten die Archäologen dort schon lange ein römisches Kastell oder eine Siedlung. 1873 wurde nahe Kirkbride ein dem Gott Belatocairus gewidmeter Altar gefunden, der von einem Soldaten namens Peisius gestiftet worden war. Archäologische Untersuchungen fanden zwischen 1961 und 1977 statt. Von 1961 bis 1962 wurden im Kirchgarten Sondierungsgrabungen durchgeführt. Dabei wurden immer wieder Fundamente aus Lehm und Bruchsteinen beobachtet. In der Folge stieß man auch auf Keramik (Samian Ware), sowie die innere Wallstraße des Kastells. Versuchsgrabungen in der NO-Ecke des Gartens brachten weitere römerzeitliche Funde zutage. Ihre Anzahl nahm nach Osten hin noch weiter zu, wobei die früheste dort geborgene Keramik auf eine Belegung ab dem 1. Jahrhundert hindeutete. Die Mehrzahl der Funde umfasst Gefäßfragmente, Rohguss-Becher, sehr einfach gestaltete Statuetten, Schüsseln, Glasscherben, Nägel, ein Bleiobjekt (möglicherweise ein Lot) und einige Lederstücke.
Während einer Trockenperiode im Jahr 1976 erkannte C. Jones auf Luftaufnahmen den typischen rechteckigen Umriss eines römischen Kastells (Kastell B). Diese Beobachtung konnte durch geophysikalische Messungen von Clive Melville bestätigt werden. Es wurde noch im gleichen Jahr von Richard Bellhouse archäologisch untersucht. Die geophysikalischen Untersuchungen brachten zusätzlich die Umrisse von Mauern, eine von Nord nach Süd verlaufende Straße und Schmelzöfen zutage. Die nach Osten führende Straße konnte auf einer Länge von 200 Metern verfolgt werden.

## Entwicklung
Über die Geschichte des Kastells von Kirkbride ist nur wenig bekannt. Es wurde vermutlich vom Statthalter Britanniens, Gnaeus Iulius Agricola, gegen Ende des 1. Jahrhunderts n. Chr. gegründet, kurz danach aufgegeben und wahrscheinlich während der – mittleren oder späten – Herrschaftsperiode des Trajan wieder besetzt. Seitdem war dieses Lager vermutlich ein Bestandteil des Stanegate-Grenzsicherungssystems, einer Militärstraße zwischen Carlisle und Corbridge, die im 2. Jahrhundert mittels einer Kette von Kastellen überwacht wurde und bis zur Mitte des 2. Jahrhunderts die Nordgrenze des römischen Britanniens markierte. Der Stanegate verlief wahrscheinlich von Kirkbride bis zum Lager Pons Aelius (Newcastle upon Tyne) am Südufer des Tyne. Im Norden wurde die Kastellkette noch zusätzlich um einige Wachtürme ergänzt, von denen aus Licht- oder Rauchsignale besser an die benachbarten Stützpunkte weitergegeben werden konnten. Die vor Ort aufgefundene Keramik datiert das flavisch-traianische Kastell in die Zeitperiode zwischen 80 und 120 n. Chr. Im Jahr 122 n. Chr. begannen die Römer mit der Errichtung des Hadrianswalls, der bis zum heutigen Bowness-on-Solway am Solway Firth reichte. Vermutlich wurde das traianische Lager nach Fertigstellung des Hadrianswalls renoviert und dabei etwas verkleinert. Diese Befestigungsanlage war schätzungsweise bis zum Ende des 3. Jahrhunderts mit regulären Soldaten belegt. Es diente vermutlich als eine der rückwärtigen Militärstationen, von denen aus im Falle eines größeren Angriffs die Garnisonen an der Mauer verstärkt werden konnten. Eventuell fungierte der Hafen eine Zeitlang auch als Logistik- und Nachschubzentrum für die Besatzungen im Westsektor des Walls und der Nordwestküste.

## Kastell
Vom Kastell sind heute keine Überreste mehr zu sehen. Insgesamt konnten zwei Bauphasen beobachtet werden:

### Kastell A
Das frühe, in Holz-Erde-Technik errichtete Kastell aus der Zeit des Agricola, bedeckte eine Fläche von 2,3 Hektar und war nach Nord-Osten, dem Ufer des Wampool, ausgerichtet. Es maß etwa 190 Meter × 175 Meter und war von einem – an der Basis – 9 Meter breiten Erdwall sowie einem doppelten Graben umgeben. Letzterer ist noch an der Westseite der Kirche zu sehen. Auch der nördliche Abschnitt der inneren Wallstraße (via sagularis) war auf den Fotos zu erkennen, auf den Luftbildern auch zwei Straßen, die vom Nord- und Osttor ihren Ausgang nahmen. Kurze Abschnitte der Straße sind noch südöstlich, nahe einer stillgelegten Bahnlinie, und im Nordwesten in Richtung des Flussufers zu sehen. Ein Abschnitt an der Ostmauer, unmittelbar südlich des Osttores, ließ zwei Gräben, 7 Meter breit und 2,5 Meter tief, ein Stück des Erdwalls, die Intervallumstraße und Spuren von Holzbauten erkennen. Die Straße, die im Osten das Kastell erreicht, ging wahrscheinlich vom Wallkastell Drumburgh aus. Die Straße, die nach Norden verläuft, könnte zum westlichen Ende des Hadrianswalls, in Bowness-on-Solway, geführt haben.

### Kastell B
Die Ausgrabungsergebnisse aus den 1970er Jahren deuten darauf hin, dass es sich beim nachfolgenden, etwas kleineren Kastell B um eine – ebenfalls in Holz-Erde-Technik ausgeführte – Befestigungsanlage aus der Herrschaftsperiode des Trajan handelt. Es liegt südöstlich der Kirche und ist nur aus der Luft sichtbar. Die Umwehrung maß etwa 168 (Ost-West) × 138 Meter (Nord-Süd) und war von einem Graben umgeben. Bei den Ausgrabungen zwischen 1970 und 1978 wurden der Verlauf seiner Wallstraße vom Nordtor zum Osttor, derjenige der Lagerhauptstraße zum Osttor und fast der gesamte der von Nordost nach Südwest verlaufenden Lagerhauptstraße erkannt. In weiterer Folge konnte auch die Position des Nordtors bestimmt werden. Die Innengebäude waren vermutlich in Holz- und Fachwerktechnik errichtet worden.

## Garnison
Welche Militäreinheit dort stationiert war, ist nicht bekannt. Ob im Hafen des Kastells auch römische Marineeinheiten (Liburnari) und Schiffe der Classis Britannica lagen, ist bis dato mangels diesbezüglicher Funde unbewiesen.

## Vicus und Hafen
Die Ausgrabungen deckten auch die Reste einer Zivilsiedlung (Vicus) auf. Wie viele andere Siedlungen dieser Zeit, bestand er vermutlich aus einer Ansammlung von Wohnhäusern (Streifenhaus), kleinen Werkstätten und Läden, eventuell auch einem Tempelbezirk. Dazwischen verliefen gepflasterte Straßen oder einfache Wege. Die Häuser waren von Feldern und Gärten umgeben. Normalerweise waren solche Siedlungen nicht durch Verteidigungsanlagen geschützt. Die Ausgrabungen in den 1960er und 1970er Jahren enthüllten Schmelzöfen mit Spuren von Blei und Eisenablagerungen. Dabei zeigte sich, dass sich der Vicus westlich der Kirche ausbreitete. In der Nähe des äußeren Kastellgrabens waren an der Straße Spuren von Mauerwerk nachweisbar. Ca. 22 Meter südlich des Osttores konnten Steinfundamente eines Gebäudes festgestellt werden. Östlich davon ausgehobene Sondierungsgruben erbrachten weitere Beweise für eine größere Zivilsiedlung. Der Großteil des Vicusareals ist heute überbaut. Die Lage des Hafens ist unbekannt.